# Anton Losinger
Anton Losinger (ur. 27 lutego 1957 we Friedbergu) – niemiecki duchowny rzymskokatolicki, biskup pomocniczy Augsburga od 2000.

## Życiorys

### Prezbiterat
Święcenia kapłańskie otrzymał 3 lipca 1983. Po święceniach został wikariuszem w Kempten, po czym rozpoczął pracę na Wydziale Teologicznym Uniwersytetu Augsburskiego, wykładając katolicką naukę społeczną. W latach 1997–2000 był proboszczem parafii świętych Piotra i Pawła w Irsee.

### Episkopat
6 czerwca 2000 papież Jan Paweł II mianował go biskupem pomocniczym diecezji augsburskiej, ze stolicą tytularną Vazi-Sarra. Sakry biskupiej udzielił mu bp Viktor Josef Dammertz.